# شانینا شیک
شانینا شیک (به انگلیسی: Shanina Shaik) (زادهٔ ۱۱ فوریه ۱۹۹۱) مدل استرالیایی با تبار پاکستانی - لیتوانیایی است. او مسلمان به دنیا آمده است.